# Janier Mota
Janier Mota Santos Primo (Nossa Senhora da Glória, 28 de agosto de 1968) é uma empresária e política brasileira. Em 2018, foi eleita deputada estadual de Sergipe pelo Partido da República (PR) com 25 731 votos.Atualmente, está filiada ao Partido Social Democrático (PSD).